# يو إف سي ليلة القتال: ستيفنس ضد تشوي
يو إف سي ليلة القتال: ستيفنس ضد تشوي (بالإنجليزية: UFC Fight Night: Stephens vs. Choi)‏ هو حدث لفنون القتال المختلطة نظمته يو إف سي، أُقيم في 14 يناير 2018، على سكوتريد سنتر في سانت لويس، ميزوري، الولايات المتحدة.